# Arthrodesmus incus
Arthrodesmus incus là một loài Song tinh tảo trong họ Desmidiaceae, thuộc chi Arthrodesmus.